# Стреково
Стре́ково (рос. Стреково) — присілок у складі Дмитровського міського округу Московської області, Росія.

## Населення
Населення — 4 особи (2010; 16 у 2002).
Національний склад (станом на 2002 рік):
- росіяни — 100 %